# Verrucella umbella
Verrucella umbella är en korallart som först beskrevs av Eugen Johann Christoph Esper 1798.  Verrucella umbella ingår i släktet Verrucella och familjen Ellisellidae. Inga underarter finns listade i Catalogue of Life.